# 에이소르 잉기 귄라윅손
에이소르 잉기 귄라윅손(Eyþór Ingi Gunnlaugsson, 1989년 5월 29일 ~ )은 아이슬란드의 가수이다. 유로비전 송 콘테스트 2013에서 아이슬란드 대표로 참가했다.